# Potsdam-Schiff
Potsdam-Schiff oder Potsdam-Frachter, manchmal auch Potsdam-Programm-Schiffe bezeichnet eine Gruppe von deutschen Schiffsneubauten nach dem Zweiten Weltkrieg, die wegen der Bestimmungen des Potsdamer Abkommens bestimmte Bedingungen einhalten mussten.  Nach diesen Vorschriften wurden auch sogenannte Potsdam-Fischdampfer gebaut.

## Geschichte

### Potsdamer Konferenz
Im Abschlusskommuniqué der Potsdamer Konferenz vom 2. August 1945 hieß es unter anderem: „Mit dem Ziel der Vernichtung des deutschen Kriegspotentials ist die Produktion von Waffen, Kriegsausrüstung und Kriegsmitteln, ebenso die Herstellung aller Typen von Flugzeugen und Seeschiffen zu verbieten und zu unterbinden.“. Zusammen mit den Bestimmungen der daraus resultierenden Direktive Nr. 37 sollte so nur noch der Betrieb einer Küstenflotte möglich sein.
Nach dem Potsdamer Abkommen durfte Deutschland von den rund 1,6 Millionen Bruttoregistertonnen Schiffsraum, die den Zweiten Weltkrieg unbeschadet überstanden hatten, lediglich 130 Schiffe mit 80.000 BRT behalten. Mit diesen Schiffen durfte jedoch nur zwischen deutschen Häfen gefahren werden. Die Erkenntnis, dass mit dieser Flotte keine ausreichende Versorgung Deutschlands möglich war, führte zur Freigabe des Betriebs von 99.000 BRT der X-Schiffe, so genannt wegen ihrer von den Alliierten vorgeschriebenen Kennzeichnung. Sie durften auch gechartert werden.

### Direktive Nummer 37
Aufgrund der am 26. September 1946 von der Alliierten Kontrollbehörde in Potsdam herausgegebenen Direktive Nummer 37 über den Schiffsneubau in den von ihnen kontrollierten Besatzungszonen wurden nur Schiffsneubauten mit den folgenden Eckdaten zugelassen. Die Bestimmungen wurden immer wieder um Erleichterungen ergänzt und wurden im April 1951 schließlich aufgehoben.
- Maximale Schiffsgröße: 1500 Bruttoregistertonnen
- Maximale Geschwindigkeit: 12 Knoten
- Maximaler Aktionsradius: 2000 Seemeilen
- Maximale Traglast des Ladegeschirrs: 3 Tonnen
- Maximale Anzahl der Passagiere: 24 Personen
- Einzig erlaubte Antriebsmaschine für alle Schiffe über 33,49 Meter (110 Fuß) Länge zwischen den Loten: Kohlebefeuerte Kolbendampfmaschine

Im Jahr 1946 wurde der Bau von lediglich 30 Fischkuttern zugelassen, im Jahr darauf 1947 gaben die Alliierten die Ostsee frei und es durften 34 kleine Fischdampfer gebaut werden. 1948 wurden die ersten drei neuen Handelsschiffe für das Reparationskonto, vier Fischdampfer und 74 Fischkutter gebaut. Um an die internationale Schifffahrt wieder anknüpfen zu können, trat 1948 der Verband der deutschen Reeder mit der Forderung nach einem Schiffbauprogramm an die Öffentlichkeit. „Ein Wiederaufbau der deutschen Volkswirtschaft ohne Berücksichtigung der Handelsflotte sei nicht denkbar, erklärte Professor Dr. Stödter vom Verband Deutscher Reeder vor der Hamburgischen Verwaltungsakademie. Zur Entspannung der ernsten Lage seien“, wie der „Neuen Zeitung“ weiter aus Hamburg berichtet wird, die Überlassung einer größeren Anzahl Liberty-Schiffe auf Charterbasis und die Aufhebung der Dollarklausel erforderlich. Gleichzeitig müssten alle Beschränkungen aufgehoben werden, denen der Neuaufbau einer deutschen Handelsflotte durch die Potsdamer Beschlüsse unterworfen sei. Wünschenswert sei ferner die Hebung größerer deutscher Schiffswracks. Den Kreditbedarf der heute noch tätigen 60 deutschen Reedereien schätzte Dr. Stödter auf etwa 20 Millionen D-Mark. Für die deutsche Küstenschifffahrt sei eine Tonnage von 400 000 an Stelle der veralteten 160 000 BRT der heutigen Restflotte erforderlich."

### Washingtoner Abkommen
Das Washingtoner Abkommen vom April 1949 ermöglichte mittelbar eine Erweiterung der Baumöglichkeit bis zu 2.700 BRT, die eine Tolerierung des Baus von Seeschiffen bis zu 7.200 BRT einschloss, wenn die maximalen zwölf Knoten Geschwindigkeit nicht überschritten wurden. Auch der Kauf von 300.000 BRT Frachtschiffstonnage sowie von 100.000 BRT Tankertonnage im Ausland war möglich, wobei die Tanker bis zu 10.700 BRT Raumgehalt und eine Geschwindigkeit von 14 Knoten haben durften. Im Juli 1949 wurde die bisherige Begrenzung des Fahrtbereiches aufgehoben.

### Das Potsdam-Programm
Ebenfalls im Juli 1949 beschloss dann der Wirtschaftsausschuss des Länderrates der damaligen Westzonen das erste Wiederaufbauprogramm der Nachkriegszeit. Man nannte es das Königsteiner Programm, weil die Tagung in Königstein (Taunus) stattgefunden hatte. Die Reeder bezeichneten es jedoch als Potsdam-Programm. Der Grund war, dass die im Rahmen des Programms gebauten Schiffe dem Schiffstyp zu entsprechen hatten, der vom Alliierten Kontrollrat im Potsdamer Abkommen festgelegt worden war. Diese Schiffe durften nur mit veralteten Dampfmaschinen angetrieben werden. Mit Hilfe des Potsdam-Schiffbau-Programms wurden 49 Schiffe mit insgesamt 79.791 BRT gebaut. Die Kosten beliefen sich auf 88,6 Mill. Mark. Außerdem wurden 63 Schiffe instand gesetzt. Die Brook der Hamburger Reederei H.M. Gehrckens war am 26. November 1949 das erste Schiff, das im Zuge dieses Programms vom Stapel lief. Im Jahr 1949 entstanden insgesamt 10 Seeschiffe und 47 Fischereifahrzeuge.

### Petersberger Abkommen
Das Petersberger Abkommen vom 22. November 1949 eröffnete weitere Möglichkeiten zum Erwerb und Neubau, woraufhin ein Bauprogramm von 57 Stückgutschiffen, einem Tanker und 21 Küstenmotorschiffen aufgelegt wurde. Schon im Jahr 1950 wurden 182 Handelsschiffe mit 130.637 Bruttoregistertonnen gebaut. Ab 1951 gestattete das Abkommen den Bau von zunächst sechs Kühlschiffen, deren Geschwindigkeit nicht auf 12 Knoten beschränkt war. Der erste deutsche Kühlschiffneubau war die am 7. Juli 1951 abgelieferte Proteus, der Reederei Laeisz. Die Aufhebung der Beschränkungen der Alliierten Kommission erlaubten ab dem 2. April 1951 jedoch wieder einen normalen Seeschiffbau unter der Voraussetzung, dass die gebauten Schiffe ungeeignet zur Verwendung als Hilfskreuzer sein mussten. Dies war gleichzeitig das Ende der als Potsdam-Schiffe bezeichneten Neubauten.
Mit der Gründung der Bundesrepublik wurden in den nachfolgenden Jahren weitere Schiffbauprogramme aufgelegt.